# دايسوكي كيموري
دايسوكي كيموري (باليابانية: 樹森 大介) (مواليد 28 يوليو 1977)، هو لاعب كرة قدم ياباني سابق كان يلعب كلاعب وسط.

## وصلات خارجية
- دايسوكي كيموري على موقع رابطة كرة القدم اليابانية للمحترفين (اليابانية)